# Padron-bandens store kup
Padron-bandens store kup er en amerikansk stumfilm fra 1918 af John Ince.

## Medvirkende
- Olive Tell - Janet Howell
- William J. Kelly - Raoul Howell
- Hugh Thompson - Hugh Maxwell
- John Daly Murphy - Richard de Giles
- Marie Wainwright